# Aleksiejewo (rejon mieżdurieczeński)
Aleksiejewo (ros. Алексеево) – wieś w Rosji, w rejonie mieżdurieczeńskim obwodu wołogodzkiego. W 2010 r. liczyła 59 mieszkańców.